# Ramol Sillamaa
 (mars 2024).
Ramol Sillamaa, né le 17 octobre 2004 à Tallinn, est un footballeur international estonien qui évolue au poste d'ailier.

## Biographie

### Carrière en club
Né à Tallinn en Estonie, Ramol Sillamaa est passé par le JK Loo et le Harju JK, avant de terminer sa formation au Kalev Tallinn, où il commence sa carrière professionnelle en championnat d'Estonie dès l'âge de 15 ans.
En juillet 2023, il est transféré au KAA La Gantoise en championnat de Belgique, jouant d'abord avec l'équipe reserve en troisième division,.

### Carrière en sélection
Sillamaa est international en équipe de jeunes avec l'Estonie jusqu'à l'équipe espoirs.
En janvier 2024, Sillamaa est convoqué pour la première fois avec l'équipe d'Estonie,. Il honore sa première sélection le 12 janvier 2024.